# 北九州高速1号線

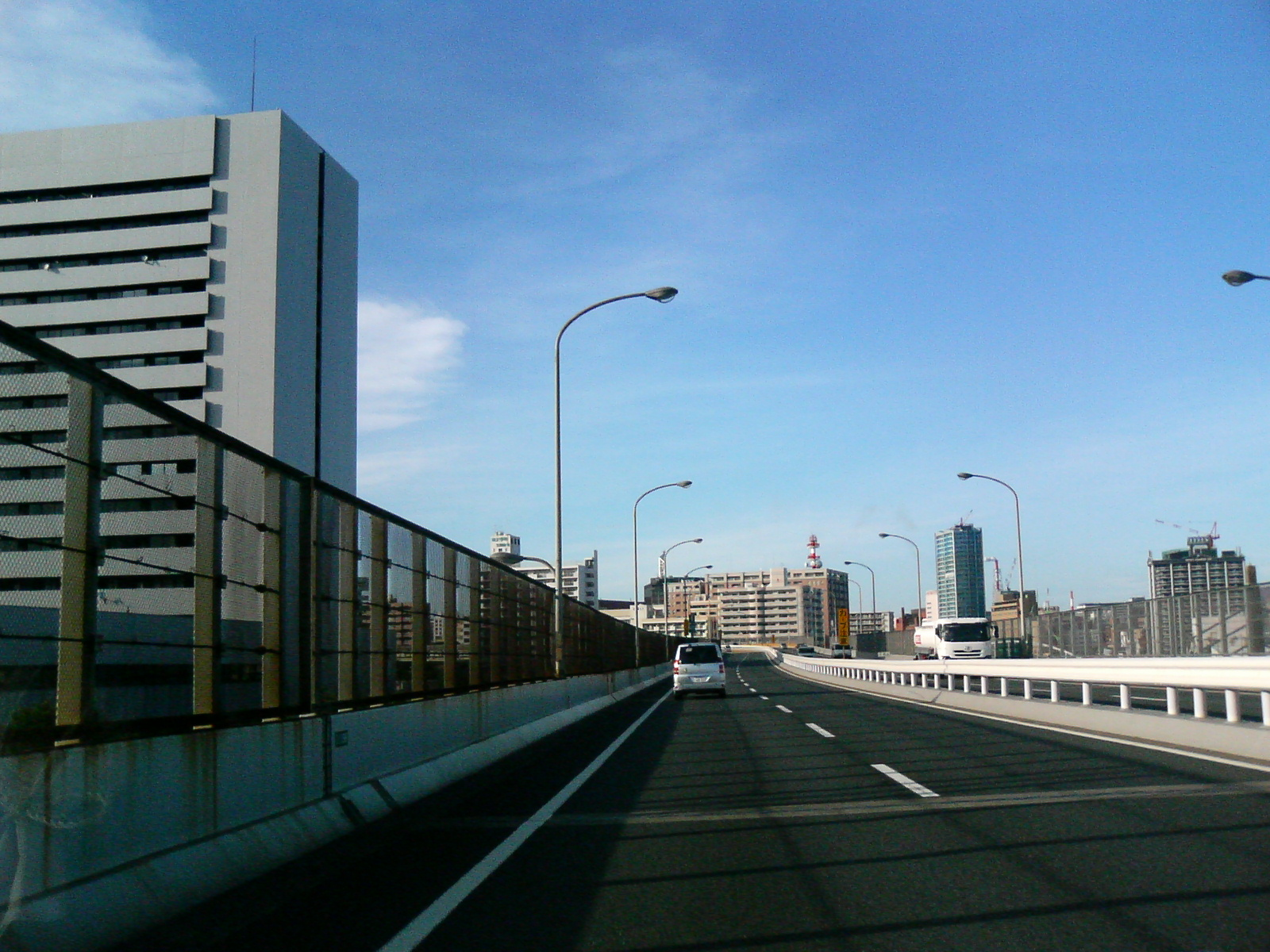
小倉北区大手町付近

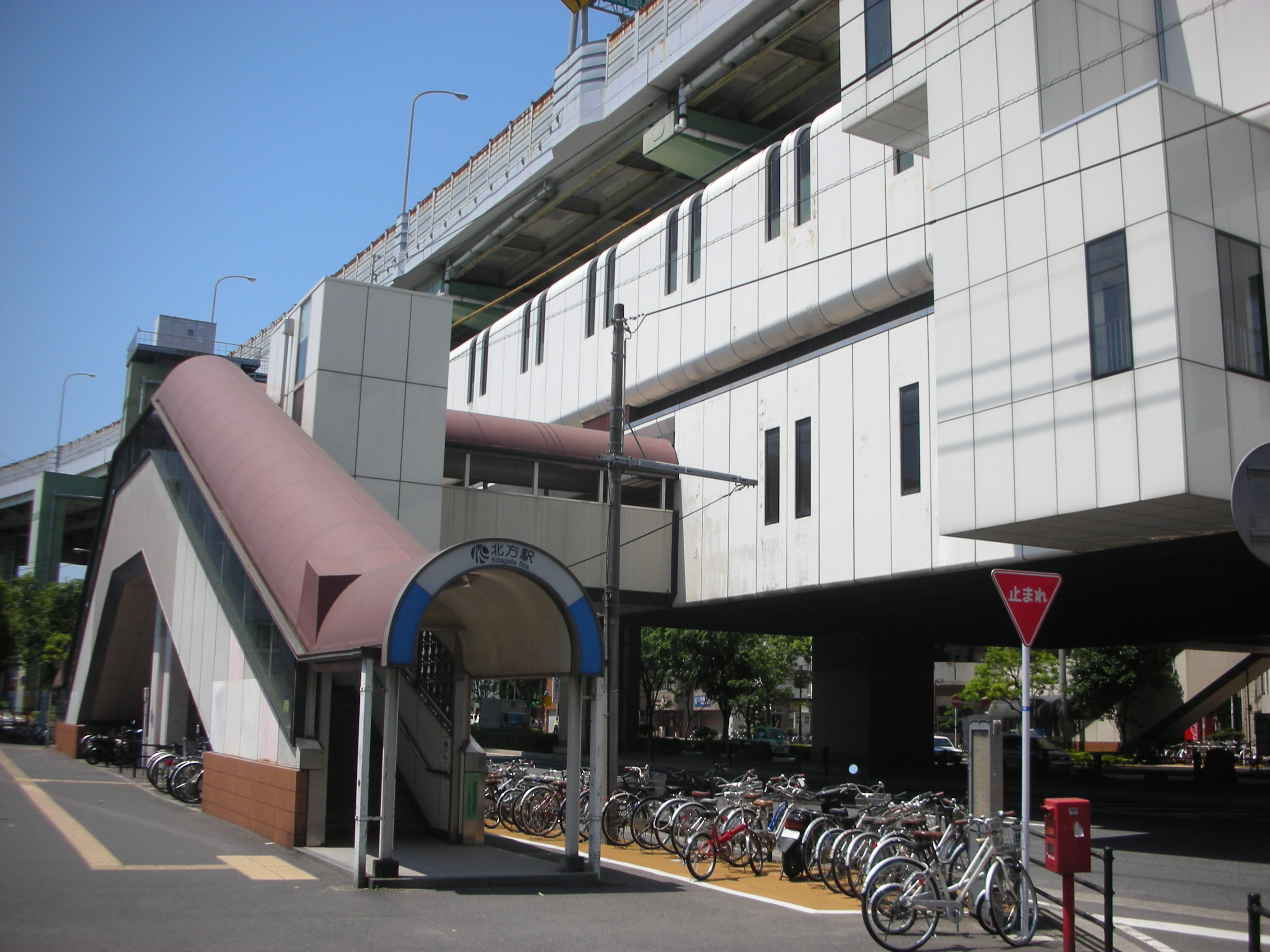
北九州モノレール北方駅と1号線

北九州高速1号線（きたきゅうしゅうこうそく1ごうせん、Route 1）は、福岡県北九州市の、小倉南区の長野出入口から同市小倉北区の下到津出入口へ至る北九州高速道路の路線である。
道路法上の路線名は、大半の区間が北九州市道北九州高速1号線で、起点から北九州市小倉南区横代北町二丁目の区間のみ北九州市道北九州高速1号長野横代北町線である。

## 概要
北九州市小倉北区と小倉南区を南北に走り、北九州市中心部と九州自動車道を連絡する路線である。起点付近で九州自動車道 小倉東IC、紫川JCTで北九州高速4号線、愛宕JCTで北九州高速3号線に接続し、北九州都市圏の高速道路網を構成する。また、北九州高速の他の路線及び建設中の都市計画道路戸畑枝光線とあわせて北九州市小倉北区・戸畑区・八幡東区を循環する環状線の一部となる計画である。
元々は小倉南区横代と八幡東区尾倉（北九州市立八幡病院付近）を結び、北九州市の東西軸を形成する延長13.8kmの路線として計画されたものであるが、愛宕JCT以西の区間（特に中央公園地下をトンネルで貫通する計画）に環境面から反対する声が大きく、加えて並行する北九州道路の管理を日本道路公団から移管された（北九州高速4号線として編入）こともあり、下到津出入口以西の都市高速道路としての路線計画が1990年（平成2年）に削除され、下到津出入口から国道3号戸畑バイパスまでのトンネル区間を北九州市が地域高規格道路下到津ランプ連絡道路（北九州市道都下到津線）として整備し、2003年（平成15年）7月1日に開通した。
小倉南区下城野（北方出入口分岐部付近）から小倉南区北方（北九州モノレール北方駅付近）の約1kmの区間は、北九州市の実施した国道322号バイパス整備に合わせて高速1号線と北九州モノレールを同時整備したもので、高架の高速1号線の下部にモノレールがあり、高架の橋脚を共有している。
本線（出入口部等除く通常時）は全線60 km/h規制。

### 路線データ
- 起点 : 福岡県北九州市小倉南区長野（長野出入口）
- 終点 : 福岡県北九州市小倉北区下到津（下到津出入口）
- 路線延長 : 9.2 km
- 設計速度 : 60 km/h
- 車線数 : 4車線

## 接続高速道路
- E3九州自動車道 （小倉東ICで接続）
- 北九州高速4号線 （紫川JCTで接続）
- 北九州高速3号線 （愛宕JCTで接続）

## 出入口など
- 路線名の特記がないものは市道。

| 出入口番号           | 施設名       | 接続路線名                        | 起点から (km) | 備考                       | 所在地   |
| -------------------- | ------------ | --------------------------------- | ------------- | -------------------------- | -------- |
| 101                  | 長野出入口   | 国道10号（曽根バイパス） 行橋方面 | 0.0           |                            | 小倉南区 |
| -                    | 小倉東IC     | E3九州自動車道                    | 0.2           |                            | 小倉南区 |
| 102                  | 横代出入口   | 安部山方面                        | 1.7           | 若戸大橋・小倉駅方面出入口 | 小倉南区 |
| TB                   | 横代料金所   | 本線料金所                        | 1.7           | 若戸大橋・小倉駅方面のみ   | 小倉南区 |
| 103                  | 若園出入口   | 曽根鞘ヶ谷線                      | 3.5           | 若戸大橋・小倉駅方面出入口 | 小倉南区 |
| 104                  | 北方出入口   | 国道322号                         | 4.7           | 若戸大橋・小倉駅方面出入口 | 小倉南区 |
| 105                  | 篠崎南出入口 | 長行田町線                        | 5.5           | 九州道方面出入口           | 小倉北区 |
| -                    | 紫川JCT      | 4号線                             | 6.3           |                            | 小倉北区 |
| 106                  | 篠崎北出入口 | 長行田町線                        | 6.4           | 若戸大橋・小倉駅方面出入口 | 小倉北区 |
| 107                  | 大手町出入口 |                                   | 7.1           | 九州道方面出入口           | 小倉北区 |
| 108                  | 勝山出入口   |                                   | 8.0           | 若戸大橋・小倉駅方面出入口 | 小倉北区 |
| -                    | 愛宕JCT      | 3号線                             | 8.7           |                            | 小倉北区 |
| 109                  | 下到津出入口 |                                   | 9.4           |                            | 小倉北区 |
| 下到津ランプ連絡道路 |              |                                   |               |                            |          |

## 歴史
- 1980年（昭和55年）10月20日 : 北九州都市高速の第1次供用区間として2号線日明出入口 -（愛宕JCT）- 篠崎北出入口間供用開始[8]。
- 1983年（昭和58年）10月6日 : 北九州都市高速の第2次供用区間として篠崎北出入口 - 若園出入口間供用開始[9]。
- 1984年（昭和59年）4月21日 : 篠崎南出口供用開始。
- 1986年（昭和61年）12月2日 : 北九州都市高速の第3次供用区間として横代出入口 - 若園出入口間供用開始[10]、篠崎南入口供用開始。
- 1988年（昭和63年）12月17日 : 北九州都市高速の第4次供用区間として愛宕JCT - 下到津出入口間供用開始[11]。
- 2000年（平成12年）7月26日 : 北九州都市高速の第8次供用区間として長野出入口 - 横代出入口間供用開始[12]。
- 2003年（平成15年）7月1日 : 下到津出入口A・Bランプが完成し到津トンネル（北九州市道都下到津線）と接続[13]
- 2006年（平成18年）2月26日 : 北九州都市高速の第10次供用区間として横代出入口 - 小倉東IC間供用開始、九州自動車道と接続[14]。

## 交通量
24時間交通量（台）　道路交通センサス
| 区間                        | 平成17年（2005年）度 | 平成22年（2010年）度 | 平成27年（2015年）度 |
| --------------------------- | -------------------- | -------------------- | -------------------- |
| 長野出入口 - 小倉東IC       | 16,644               | 16,107               | 18,277               |
| 小倉東IC - 横代出入口       | 16,644               | 16,107               | 18,277               |
| 横代出入口 - 若園出入口     | 32,703               | 26,968               | 21,291               |
| 若園出入口 - 北方出入口     | 32,703               | 26,968               | 23,405               |
| 北方出入口 - 篠崎南出入口   | 32,703               | 26,968               | 28,411               |
| 篠崎南出入口 - 紫川JCT      | 32,703               | 26,968               | 28,411               |
| 紫川JCT - 篠崎北出入口      | 40,201               | 32,134               | 27,405               |
| 篠崎北出入口 - 大手町出入口 | 40,201               | 32,134               | 27,405               |
| 大手町出入口 - 勝山出入口   | 40,201               | 32,134               | 27,405               |
| 勝山出入口 - 愛宕JCT        | 40,201               | 32,134               | 27,405               |
| 愛宕JCT - 下到津出入口      | 40,201               | 32,134               | 4,258                |

（出典：「平成22年度道路交通センサス」・「平成27年度全国道路・街路交通情勢調査」（国土交通省ホームページ）より一部データを抜粋して作成）
- 令和2年度に実施予定だった交通量調査は、新型コロナウイルスの影響で延期された[15]。